# إيميضير (اميضر)
إيميضير هي إحدى مشيخات المملكة المغربية، تتبع جغرافيا لإقليم تنغير وإداريًا لاميضر. يقدر عدد سكانها بـ 3887 نسمة حسب الإحصاء الرسمي للسكان والسكنى لسنة 2004.